# St Andrews Cathedral

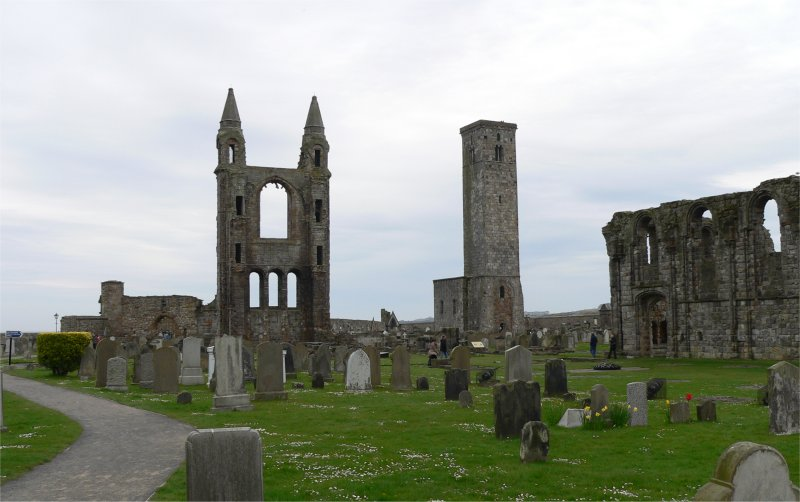
Aan de linkerzijde de oostgevel van St Andrews Cathedral en aan de rechterzijde een deel van de zuidmuur van het schip. In het midden St Rule's Church.

St Andrews Cathedral is de ruïne van een kathedraal uit de twaalfde en dertiende eeuw, gelegen in de plaats St Andrews in de regio Fife van Schotland. Op hetzelfde terrein ligt ook de ruïne van een eerdere kerk, genaamd de St Rule's Church, waarvan de toren nog intact is.

## Geschiedenis

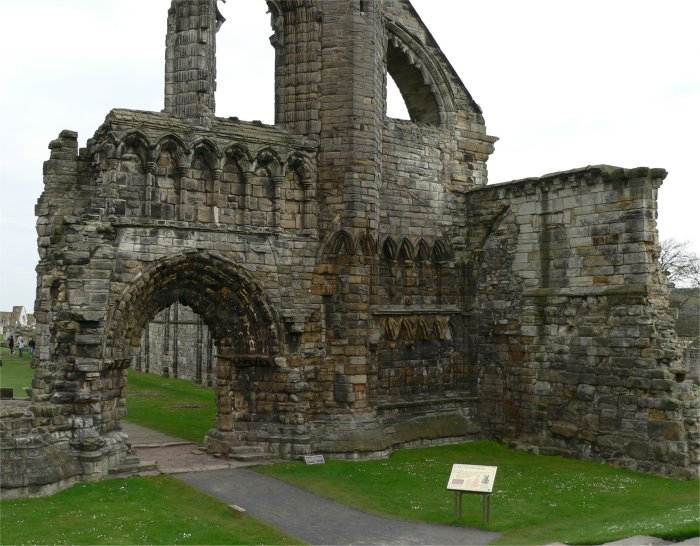
De westgevel van St Andrews cathedral.

Het is onbekend wanneer de eerste kerk in St Andrews werd gebouwd. Er zijn in ieder geval documenten die aantonen dat er in 747 na Christus al een klooster was. In de tiende eeuw werd St Andrews het administratieve centrum van de kerk in Schotland. In het begin van deze periode werd vermoedelijk de St Rule's Church gebouwd. De precieze bouwdatum varieert tussen ongeveer 1050 en 1130. Het grootste deel is vermoedelijk van net na 1123, het jaar waarin bisschop Robert aangesteld werd. De kerk was gewijd aan Sint Regulus, ook wel Sint Rule genoemd. Volgens de overlevering zou Regulus een monnik zijn, die in het jaar 345 na Christus, de relikwieën van de apostel Andreas (in het Engels Andrew) naar Schotland bracht. De naam van de stad werd naar aanleiding van deze relikwieën in de twaalfde eeuw veranderd van Kilrymont naar St Andrews.
De St Rule's Church bleek al snel te klein voor de augustijner monniken en de pelgrims die kwamen voor de relikwieën van Sint Andreas. Het kerkgebouw werd daarom in 1144 een stuk uitgebreid naar het westen en oosten. Dit bleek echter ook onvoldoende en in 1160 werd daarom besloten een nieuwe kerk ernaast te bouwen. Dit werd de St Andrews Cathedral. Naast deze nieuwe kathedraal werd ook een augustijner priorij gebouwd.

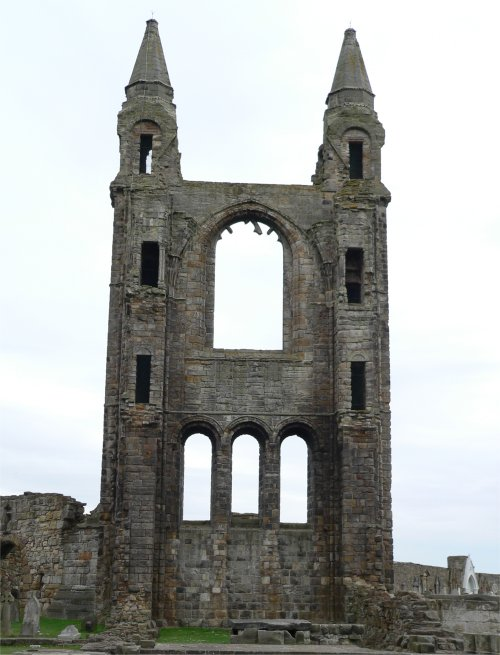
De oostgevel van St Andrews Cathedral.

De bouw duurde ruim honderd jaar. In 1172 was het gebouw vermoedelijk bijna gereed. In dat jaar sloeg een sterke wind de westgevel van de St Andrews Cathedral weg. Een gedeelte van het schip werd afgebroken en de nieuwe gevel werd iets meer naar het oosten toe verplaatst, waardoor de lengte van het schip 140 meter werd. Mogelijk was de kathedraal voor deze verbouwing langer dan de langste Engelse kathedraal; zowel de kathedraal van York als van Durham, hebben een lengte van ongeveer 150 meter.
Bisschop Wishart was door deze nieuwe verbouwing en de Schotse onafhankelijkheidsoorlog niet in staat de kathedraal in te wijden. Dit gebeurde daarom pas op 5 juli 1318 door bisschop William Lamberton in aanwezigheid van Robert the Bruce. William Lamberton was ook degene die op 25 maart 1306 Robert had gekroond tot koning van Schotland. Ook James Douglas, Lord of Douglas was page bij William Lamberton geweest.

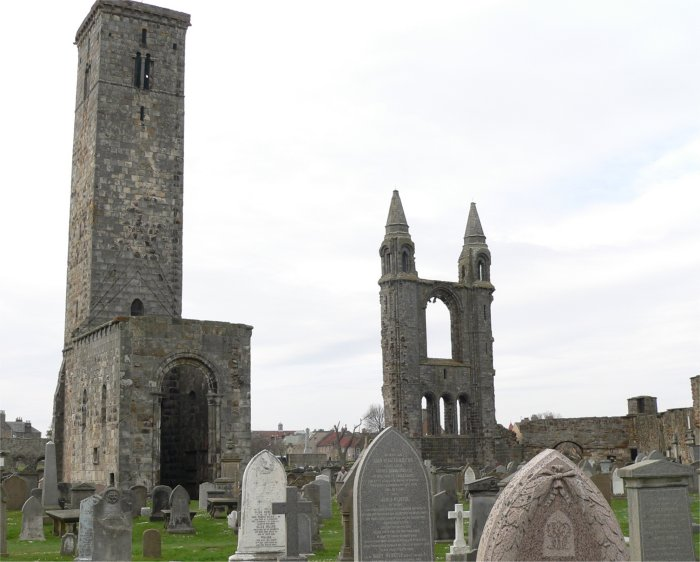
St Rule's Church.

In 1378 raakte de kathedraal ernstig beschadigd door een brand. Er hadden hierna enkele verbouwingen plaats. In 1409 beschadigde een storm het zuidelijke transept.
Op 11 juni 1559 hield John Knox een preek in een andere kerk van de stad. Deze preek bracht direct een beeldenstorm teweeg bij zijn toehoorders. Ze stormden de St Andrews Cathedral binnen en brachten aanzienlijke schade toe. In de loop van de tijd is de kerk verder vervallen.

## Bouw

### St Andrews Cathedral en priorij

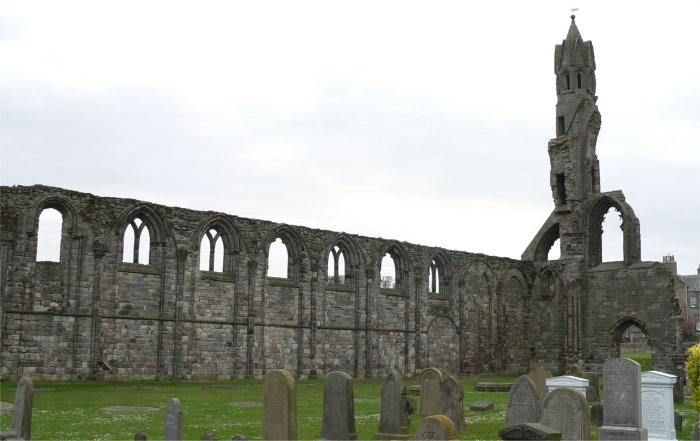
De zuidwand van het schip van St Andrews Cathedral met rechts een deel van de westgevel.

St Andrews Cathedral is gebouwd als een kruiskerk, met de ingang op het westen georiënteerd. Een groot deel van de kathedraal is verloren gegaan. De oostelijke gevel is bijna geheel bewaard gebleven. De westgevel met de ingang staat nog voor de helft.
Aan de zuidzijde van de kathedraal stond de priorij. De muur tussen de kathedraal en de priorij staat nog overeind, maar vermoedelijk niet geheel tot de oorspronkelijke hoogte. De oostelijke muur van de binnenplaats van de priorij is ook nog zichtbaar.
Aan de oostzijde van de priorij is in de twintigste eeuw een museum gebouwd. In dit gebouw zijn enkele delen van de oorspronkelijke priorij opgenomen, waarbij er restauratie van die onderdelen heeft plaatsgehad. Het best bewaard gebleven zijn de kelder onder de oorspronkelijke eetzaal en het enige vertrek dat vroeger verwarmd werd, bijgenaamd het warming house.

### St Rule's Church

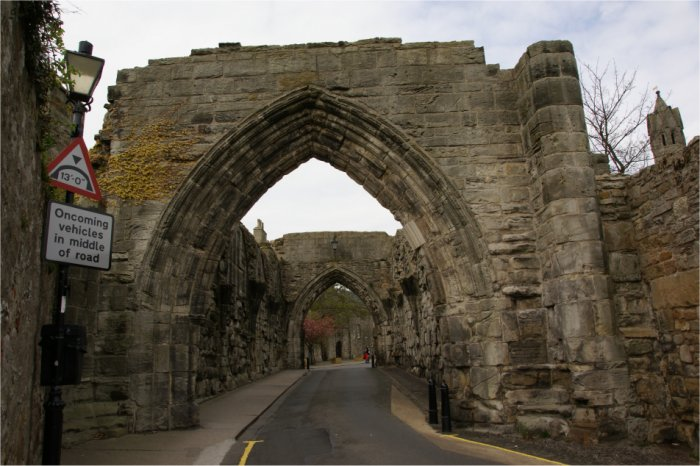
Het poortgebouw (Pends Gate) van St Andrews Cathedral.

Oorspronkelijk bestond de St Rule's Church uit een toren, met ten oosten ervan een kleine kerk. Tijdens de uitbreidingen in 1144 werd het kerkgebouw naar het oosten toe verlengd. Ook aan de westzijde van de toren werd er een schip gebouwd in het verlengde van de bebouwing aan de oostzijde. Deze latere uitbreidingen zijn in de loop van de tijd verloren gegaan.
De toren is grotendeels intact gebleven. Het fundament is ongeveer vijf bij vijf meter groot. De hoogte van de toren is 33 meter. Van het oorspronkelijke kerkgebouw staan nog de zuidelijke en noordelijke muur.

### Ommuring
Rondom het gehele complex van St Andrew Cathedral, St Rule's Church en de priorij, werd een muur gebouwd. Het grootste deel stamt uit de zestiende eeuw, maar een gedeelte is ouder. De muur is vrijwel intact gebleven. Het gehele terrein binnen de muur is ongeveer twaalf hectare groot. Deze muur bevatte zestien torens en vier poorten. De grootste poort is de Pends Gate, die qua bouw lijkt op het poortgebouw van Arbroath Abbey.

## Beheer
St Andrews Cathedral, St Rule's Church en de verdere gebouwen op het terrein worden beheerd door Historic Scotland, evenals het nabijgelegen St Andrews Castle. In het museum worden ook meerdere vondsten tentoongesteld, zoals grafstenen, beelden en de uit de achtste eeuw afkomstige St Andrews Sarcophagus.